# Paolo Fabio Massimo
Paolo Fabio Massimo (in latino Paulus Fabius Maximus; 46 a.C. circa – 14) è stato un giurista, scrittore e politico romano.

## Biografia
Paolo Fabio Massimo era figlio di Quinto Fabio Massimo, legato di Cesare in Spagna nel 46 a.C. e console suffetto nel 45 a.C., e fratello di Quinto Fabio Massimo Africano, console nel 10 a.C. Era anche buon amico, protettore e parente di Ovidio, come pure di Orazio, che gli dedicò alcuni versi delle Odi. Si sposò con Marcia, figlia di Azia minore e Lucio Marcio Filippo, console suffetto nel 38 a.C., e cugina materna dell'imperatore Augusto, del quale Fabio Massimo fu amico intimo e influente. Da questo matrimonio nacquero Paolo Fabio Persico, console nel 34 d.C. e proconsole dell'Asia nel 51-54 d.C., e Fabia Numantina, moglie di Sesto Appuleio e Marco Plauzio Silvano.
Ricoprì diverse cariche politiche e religiose: fu console nell'11 a.C. insieme a Quinto Elio Tuberone, proconsole in Asia nel 10-9 a.C. e membro del collegio degli Arvali.
Durante il proconsolato in Asia Paolo Fabio Massimo vi introdusse la riforma del calendario in onore di Augusto con un editto che ci rivela l’aspetto più significativo del nuovo culto dell’imperatore: l’importanza ideologica del suo giorno natale, da ritenere «eguale all’inizio di tutte le cose».
Paolo Fabio Massimo avrebbe accompagnato Augusto in un viaggio segreto che aveva fatto per visitare Agrippa Postumo a Pianosa, ma fu sospettato di non mantenere il segreto e forse ucciso per questo nel 14 d.C., lo stesso anno della morte di Augusto.
Paolo Fabio Massimo è stato onorato con un monumento costruito da alcuni riconoscenti coloni in sua memoria sulla cima del sacro colle di Monte Giove, nel territorio di Hatria Picena, dove era presente un santuario.